# Гордеева, Тамара Олеговна
Тама́ра Оле́говна Горде́ева (род. 20 августа 1965, Москва, СССР) – российский психолог, доктор психологических наук, специалист в области психологии мотивации, учебной мотивации, психологии обучения, профессор кафедры психологии образования и педагогики факультета психологии МГУ им. М.В. Ломоносова.

## Биография
Родилась 20 августа 1965 года в Москве.
Окончила факультет психологии МГУ им. М.В. Ломоносова в (1987), аспирантуру при факультете психологии МГУ (1991) по направлению возрастная и педагогическая психология.
Защитила кандидатскую диссертацию по теме «Особенности переживаний подростков при восприятии музыки» (1993), работа была выполнена под руководством профессора Л.Ф. Обуховой.
Проходила стажировку на факультете психологии Йельского университета (США) (1993-1994).
Реализовала два исследовательских проекта в сотрудничестве с Р. Стернбергом (Исследование факторов, влияющих на достижения в научной деятельности психологов; Кросс-культурные особенности представлений об успехе американцев и русских).
Была руководителем московской части кросс-культурного исследовательского проекта Института развития и обучения человека им. Макса Планка (Берлин, Германия), который был посвящен исследованию учебной мотивации, самоэффективности и дружбы у школьников средних и старших классов (1995-1997).
Проходила стажировку в Институте развития и обучения человека им. Макса Планка (1997).
Защитила докторскую диссертацию по теме «Мотивация учебной деятельности школьников и студентов: структуры, механизмы, условия развития» (2013).
Т. О. Гордеева сформулировала целостную (обобщающую) модель процесса мотивации деятельности.

## Преподавательская деятельность
Т. О. Гордеева преподает в МГУ им. М.В. Ломоносова и других вузах курсы по позитивной психологии, педагогической психологии, педагогическому мастерству, спецкурсы по «Диагностике и развитию мотивации учебной деятельности», «Основам когнитивно-бихевиорального консультирования в образовательной среде», «Практической позитивной психологии», «Современной психологии мотивации достижения: теория и практика».

## Основные публикации

### Монографии
- Гордеева Т.О. Психология мотивации достижения. М.: Смысл, Академия. 2006. 336 с.
- Гордеева Т.О., Е.Н. Осин, Шевяхова В.Ю. Диагностика оптимизма как стиля объяснения успехов и неудач: Опросник СТОУН. М.: Смысл, 2009. 152 с.
- Главы (4) в книге Личностный потенциал: структура и диагностика / Под ред. Д.А. Леонтьева. М.: Смысл, 2011.
- Статья в Encyclopedia of Personality and Individual Differences. Edited by Virgil Zeigler-Hill and Todd K. Shackelford, 2017 (Sheldon K.M., Gordeeva T.O.). Издательство SPRINGER (VAN GODEWIJCKSTRAAT 30, DORDRECHT, NETHERLANDS, 3311GZ) , ISBN 978-3-319-24610-9, 920 с.
- Статья в кн. Современная российская наука о профессиональных качествах педагогов (на кит. языке) (Гордеева Т.О., Осин Е.Н., Кузьменко Н.Е., Леонтьев Д.А., Рыжова О.Н., и др.), Аграрное издательство Китая Пекин, 2015, 287 с.
- Глава Мотивация творческой деятельности в кн. Аллахвердов В.М., Белова С.С., Валуева Е.А., Васильев И.А., Гордеева Т.О., Дорфман Л.Я., Князева Т.С., Мартиндейл К., Медведев С.В., Медынцев А.А., Люсин Д.В., Тихомирова Т.Н., Растяников А.В., Ушаков Д.В. Изд-во «Институт психологии РАН», Москва, ISBN 978-5-9270-0229-0.

### Список учебников
- Гордеева Т.О. Психология мотивации достижения. М.: Смысл. 2015.
- Глава в кн. Эксперимент и квазиэксперимент в психологии. Учебное пособие / Под ред. Т.В. Корниловой. Издательская программа 300 лучших учебников для высшей школы
- Корнилова Т.В., Климов Е.А., Григоренко Е.Л., Бурменская Г.В., Обухова Л.Ф., Гордеева Т.О., Бабанин Л.Н., Войскунский А.Е., Зателепина Н.В. Питер М.: СПб, 2004. ISBN 5-94723-960-4, 254 с.
- Глава в кн. Методы исследования в психологии: квазиэксперимент. Учебное пособие для вузов. Корнилова Т.В., Климов Е.А., Бурменская Г.В., Обухова Л.Ф., Гордеева Т.О., Григоренко Е.А. ФОРУМ, ИНФРА-М Москва, ISBN 5-86225-689-X, 1998, 296 с.
- Глава в кн. Теории учения. Хрестоматия. Рекомендовано Министерством общего и профессионального образования Российской Федерации в качестве учебного пособия для студентов высших учебных заведений, обучающихся по специальности «Психология» . Выготский Л.С., Давыдов В.В., Гальперин П.Я., Талызина Н.Ф., Володарская И.А., Гордеева Т.О. Рос. психол. общество Москва, 1998, 152 с.

### Список популярных изданий
- Гордеева Т.О. (2019). Почему школьники не хотят учиться? // Образовательная политика, № 3-4 (79-80).
- Гордеева Т.О. (2011). Желание учиться // Псиколоджи. № 65, с. 98-99.
- Гордеева Т.О. (2009). Как сформировать желание учиться? Материалы к проведению семинара для учителей // Школьный психолог, изд-во Первое сент. (М.), том 7.

## Награды
- Research Excellence Award Russia 2021 в номинации «Психология» (2021).[5]

## Научные публикации

### На русском языке
- Т. О. Гордеева, О.А. Сычев. Диагностика мотивирующего и демотивирующего стилей учителей: методика «Ситуации в школе». Психологическая наука и образование, (1):51-65, 2021.
- Т. О. Гордеева, О.А. Сычев, Е. Н. Осин. Диагностика диспозиционного оптимизма, валидность и надежность опросника ТДО-П. Психология. Журнал Высшей Школы экономики, (1), 2021.
- Т. О. Гордеева, О.А. Сычев, А. Н. Сиднева. Оценивание достижений школьников в традиционной и развивающей системах обучения: психолого-педагогический анализ. Вопросы образования, (1): 213-236,2021.
- Т. О. Гордеева, О.А. Сычев. Стратегии самомотивации: качество внутреннего диалога важно для благополучия и академической успешности. Психологическая наука и образование, (5): 6-16, 2021.
- Т. О. Гордеева. Когнитивные и образовательные эффекты системы развивающего обучения Д.Б. Эльконина-В.В. Давыдова: возможности и ограничения.Культурно-историческая психология, (4): 14-25,2020.
- Гордеева Т.О., Сычев О.А., Лункина М.В. Школьное благополучие младших школьников: мотивационные и образовательные предикторы // Психологическая наука и образование, 2019. № 3, с. 32-42.
- Гордеева Т.О., Сычев О.А., Сиднева А.Н., Пшеничнюк Д.В. От чего зависит желание младших школьников учиться? Структура предметной мотивации школьников, обучающихся в рамках разных образовательных систем // Вестник Российского фонда фундаментальных исследований, издательство РФФИ (М.), 2019. Т. 4, № 4 (104), с. 25-34.
- Гордеева Т.О., Сычев О.А., Гижицкий В.В., Гавриченкова Т.К. Шкалы внутренней и внешней академический мотивации школьников // Психологическая наука и образование, Изд-во ГБОУ ВПО МГППУ (М.), 2017, № 2, с. 65-74.
- Гордеева Т.О., Сычев О.А. Мотивационные профили как предикторы саморегуляции и академической успешности студентов // Вестник Московского университета. Серия 14: Психология, издательство Изд-во Моск. ун-та (М.), 2017. № 1, с. 67-87.

### На английском языке
- V.A. Titova Grandchamp, T.O. Gordeeva, O.A. Sychev. Optimistic Attributional Style as a Predictor of Well-Being: Exploring the Mediating Roles of Gratitude and Savoring the Moment. Psychology in Russia: State of the Art, (3):50-67,2021.
- Gordeeva Tamara, Sychev Oleg, Titova Grandchamp Victoria. Pessimistic attributional style for positive life events as a predictor of low mental health in russian sample. European Psychiatry, (4): 335-336,2021.
- Gordeeva T.O., Sheldon K.M., Sychev O.A. Linking academic performance to optimistic attributional style: attributions following positive events matter most. European Journal of Psychology of Education, (35): 21-48,2020.
- Gordeeva Tamara O., Sychev Oleg A., Lynch Martin F. The Construct Validity of the Russian Version of the Modified Academic Self-Regulation Questionnaire (SRQ-A) among Elementary and Middle School Children. Psychology in Russia: State of the Art, (3): 16-34, 2020.
- Gordeeva T.O., Sychev O.A., Sidneva A.N., Pshenichniuk D.V. Academic Motivation of Elementary School Children in Two Educational Approaches — Innovative and Traditional. Psychology in Russia: State of the Art, (4): 22-39, 2018.